# 川河尊駒
川河尊駒（英語：Southern Legend），是一匹曾在澳洲和香港出賽的已退役賽駒，來港後練馬師是方嘉柏。「川河尊駒」是沙田馬場草地1800米的場地紀錄保持者。競賽生涯中一勝國際一級賽。

## 簡介
2018年5月26日，潘頓策騎「川河尊駒」遠征新加坡，勝出克蘭芝馬場的新加坡一級賽克蘭芝一哩賽。
2019年3月30日，潘頓策騎「川河尊駒」遠征杜拜，角逐美丹馬場的國際一級賽杜拜草地大賽，最終取得第六名，落後頭馬的日本三冠雌馬「杏目」十個馬位之後過終點。
2019年5月25日，潘頓策騎「川河尊駒」遠征新加坡，勝出克蘭芝馬場的新加坡一級賽克蘭芝一哩賽，成功衛冕這項賽事。
2019年11月3日，沈拿策騎「川河尊駒」勝出國際三級賽婦女銀袋賽，使沈拿取得在港的首場分級賽頭馬。
2020年4月24日，受新型冠狀病毒疫情影響，新加坡賽馬公會宣布2020年剛升格爲國際三級賽的克蘭芝一哩賽只接受當地賽駒參賽和押後舉行，令到「川河尊駒」遠征新加坡的計劃告吹，無法到當地打衞冕戰。因爲方嘉柏在新加坡賽馬公會作出宣布之前已經預料到「川河尊駒」無法在2020年遠征新加坡，所以他提早爲「川河尊駒」報名出爭國際一級賽冠軍一哩賽。
2020年4月26日，何澤堯策騎「川河尊駒」勝出國際一級賽冠軍一哩賽，使得何澤堯取得首場國際一級賽勝仗。此外，「川河尊駒」於賽事末段與馬王「美麗傳承」鬥得難分難解，最終以短距離之先險勝，一雪其多次與馬王「美麗傳承」對壘落敗的前恥。
2021年6月20日，潘頓策騎「川河尊駒」勝出國際三級賽精英碟。
2021年11月24日，「川河尊駒」宣告退役，正式結束其競賽生涯 。

## 在港勝出賽事全紀錄
| 比賽日期   | 賽事名稱             | 賽事班次 | 賽道 | 賽事路程 | 比賽馬場   | 名次 | 完成時間 | 騎師   |
| ---------- | -------------------- | -------- | ---- | -------- | ---------- | ---- | -------- | ------ |
| 12/07/2017 | 甜橙讓賽             | 第二班   | 草地 | 1200米   | 跑馬地馬場 | 1    | 1:09.55  | 田泰安 |
| 29/10/2017 | 業發讓賽             | 第二班   | 草地 | 1200米   | 跑馬地馬場 | 1    | 1:09.28  | 羅理雅 |
| 10/12/2017 | 飛躍舞士讓賽         | 第一班   | 草地 | 1400米   | 沙田馬場   | 1    | 1:21.25  | 李寶利 |
| 18/03/2018 | 佳龍駒讓賽           | 第一班   | 草地 | 1600米   | 沙田馬場   | 1    | 1:35.44  | 史卓豐 |
| 03/11/2019 | 莎莎婦女銀袋（讓賽） | G3       | 草地 | 1800米   | 沙田馬場   | 1    | 1:45.25  | 沈拿   |
| 26/04/2020 | 富衛保險冠軍一哩賽   | G1       | 草地 | 1600米   | 沙田馬場   | 1    | 1:33.13  | 何澤堯 |
| 20/06/2021 | 精英碟（讓賽）       | G3       | 草地 | 1800米   | 沙田馬場   | 1    | 1:46.30  | 潘頓   |

## 在港以外的大賽賽績
| 比賽日期   | 賽事名稱                            | 賽事班次 | 賽道 | 賽事路程 | 比賽馬場   | 名次 | 完成時間 | 騎師   |
| ---------- | ----------------------------------- | -------- | ---- | -------- | ---------- | ---- | -------- | ------ |
| 10/09/2016 | 馬克斯錦標                          | G2       | 草地 | 1300米   | 玫瑰崗馬場 | 3    | —        | 郭立基 |
| 01/10/2016 | 首演錦標                            | G2       | 草地 | 1200米   | 蘭域馬場   | 5    | —        | 郭立基 |
| 29/10/2016 | 林里斯高錦標                        | G2       | 草地 | 1200米   | 費明頓馬場 | 3    | —        | 郭立基 |
| 26/05/2018 | 克蘭芝一哩賽（3歲及以上依齡配磅賽） | SIN G1   | 草地 | 1600米   | 克蘭芝馬場 | 1    | 1:33.79  | 潘頓   |
| 30/03/2019 | 杜拜草地大賽                        | G1       | 草地 | 1800米   | 美丹馬場   | 6    | —        | 潘頓   |
| 25/05/2019 | 克蘭芝一哩賽（3歲及以上依齡配磅賽） | SIN G1   | 草地 | 1600米   | 克蘭芝馬場 | 1    | 1:33.61  | 潘頓   |

## 同系馬匹
何家駒早年名下馬匹以「得」字起名，包括得天獨厚、得償所願、得意之選、得意威威，但自從成為四川省政協委員之後，他和兒子何百行的名下賽駒則改以「川河」兩字起名，包括川河飛駒、川河主駒、川河勁駒、川河名駒、川河型駒（同一中文馬名曾使用兩次，一匹為Sichuan Charm，另一匹為Fashion Legend）、川河寶駒、川河快駒（同一中文馬名曾使用兩次，一匹為Sichuan Express，另一匹為Speed Legend）、川河明駒、川河猛駒、川河進駒、川河達駒、川河領駒、川河首駒（同一中文馬名曾使用兩次，一匹為Sichuan Exec，另一匹為Capital Legend）、川河冠駒、川河虎駒、川河動駒、川河帥駒。

## 外部連結
- . 2018-05-27  [2018-05-27]. （原始内容存档于2018-07-31）.
- . 2019-05-25  [2019-05-25].
- . 2019-11-03  [2019-11-03]. （原始内容存档于2020-07-29）.
- . 2020-04-26  [2020-04-26].
- . 2021-06-20  [2021-06-20]. （原始内容存档于2021-06-30）.